# Campo municipal de San Román
El campo municipal de San Román es un estadio municipal ubicado en la localidad de San Román de la Llanilla, en el municipio de Santander (Cantabria), España. Se asienta sobre la Mies de Cozada, nombre que recibió históricamente el campo de fútbol de hierba natural existente.
Es un campo de hierba artificial inaugurado en 2010 y con capacidad para unos 1500 espectadores. Las instalaciones son empleadas por el Cormorán Rugby Club de Santander para la práctica del rugby y por el Juventud Atlético San Román para la práctica del fútbol.
Durante la temporada 2012-13, la Sociedad Deportiva Reocín de Regional Preferente también utilizó estas instalaciones. Hasta su desaparición en 2018, también acogió los partidos del Deportivo Rayo Cantabria. También hasta la renuncia del Independiente Rugby Club a disputar la temporada 2023-2024 de la División de Honor B del rugby nacional este campo era donde desarrollaban sus encuentros, siendo ahora el campo del Cormorán Rugby Club de Santander. 